# Diaea prasina
Diaea prasina là một loài nhện trong họ Thomisidae.
Loài này thuộc chi Diaea. Diaea prasina được Ludwig Carl Christian Koch miêu tả năm 1876.